# Bianca di Namur
Bianca di Damperre (in francese: Blanche de Namur; Namur, 1316 – Copenaghen, autunno 1363) dal 1335 fu Regina consorte di Norvegia fino al 1343,  Regina consorte di Skåne fino al 1360 e Regina consorte di Svezia fino alla sua morte.

## Origine
Secondo la Opera diplomatica et historica, tomus primus, Bianca era la sorella del Marchese di Namur, Filippo III, che era figlio del Marchese di Namur, Giovanni I e della sua seconda moglie, Maria d'Artois, che, secondo la Continuatio Chronici Guillelmi de Nangiaco, era figlia di Bianca di Bretagna, moglie di, moglie di Filippo d'Artois.
Giovanni I di Namur secondo la Chronique normande du XIVe siècle, era il figlio primogenito del Conte di Fiandra e Marchese di Namur, Guido I e della sua seconda moglie, la marchesa di Namur, Isabella, che, secondo la Histoire généalogique de la maison royale de Dreux (Paris), Luxembourg, era figlia del conte di Lussemburgo, di La Roche e di Arlon, Enrico V e della moglie, Margherita di Bar (1220 - 1275), che ancora secondo la Histoire généalogique de la maison royale de Dreux (Paris), Luxembourg, era figlia di Enrico II di Bar conte di Bar e di Filippa di Dreux, discendente (pronipote) dal re Luigi VI di Francia, figlia di Roberto II di Dreux e di Yolanda di Coucy.

## Biografia
Suo padre, Giovanni, era al suo secondo matrimonio; dal 1308, secondo la Continuatio Chronici Guillelmi de Nangiaco, in quell'anno era rimasto vedovo della prima moglie, Margherita di Clermont, che, non gli aveva dato figli.
Suo padre, Giovanni I, secondo la Histoire du comté de Namur, morì a Parigi, nel 1330; secondo il Nécrologe de l'abbaye de Floreffe, Giovanni (Johannis de Flandria comitis Namurcensis) morì il 10 febbraio (IV Id Feb).
Suo fratello, Giovanni, figlio maschio primogenito, gli succedette come Giovanni II.
In quel periodo fu combinato il matrimonio di Bianca con il re di Svezia, Norvegia e Skåne, Magnus Eriksson e, secondo un documento del Foedera, conventiones, literæ et cujuscunque generis acta publica ..., Volume 2 il re d'Inghilterra, Edoardo III, nel mese di agosto diede disposizioni affinché fosse approntata una nave per trasportare Bianca (Blanchia de Namour soror, nobilis viri, comitis de Namour) in Norvegia (ad partes Norwegiae), per sposare (causa Matrimonii) il re di Norvegia (regem Norwegiæ) ed il 5 novembre 1335, nel castello di Bohus Bianca sposò Magnus, che, secondo gli Íslenzkir annálar; sive Annales islandici era figlio (Domicellus Magnus Erici filius, regis Haqvini de fila nepos) del duca Erik Magnusson di Södermanland (nipote del re Magnus Ladulås) e di Ingeborg, figlia del re di Norvegia Haakon V. 

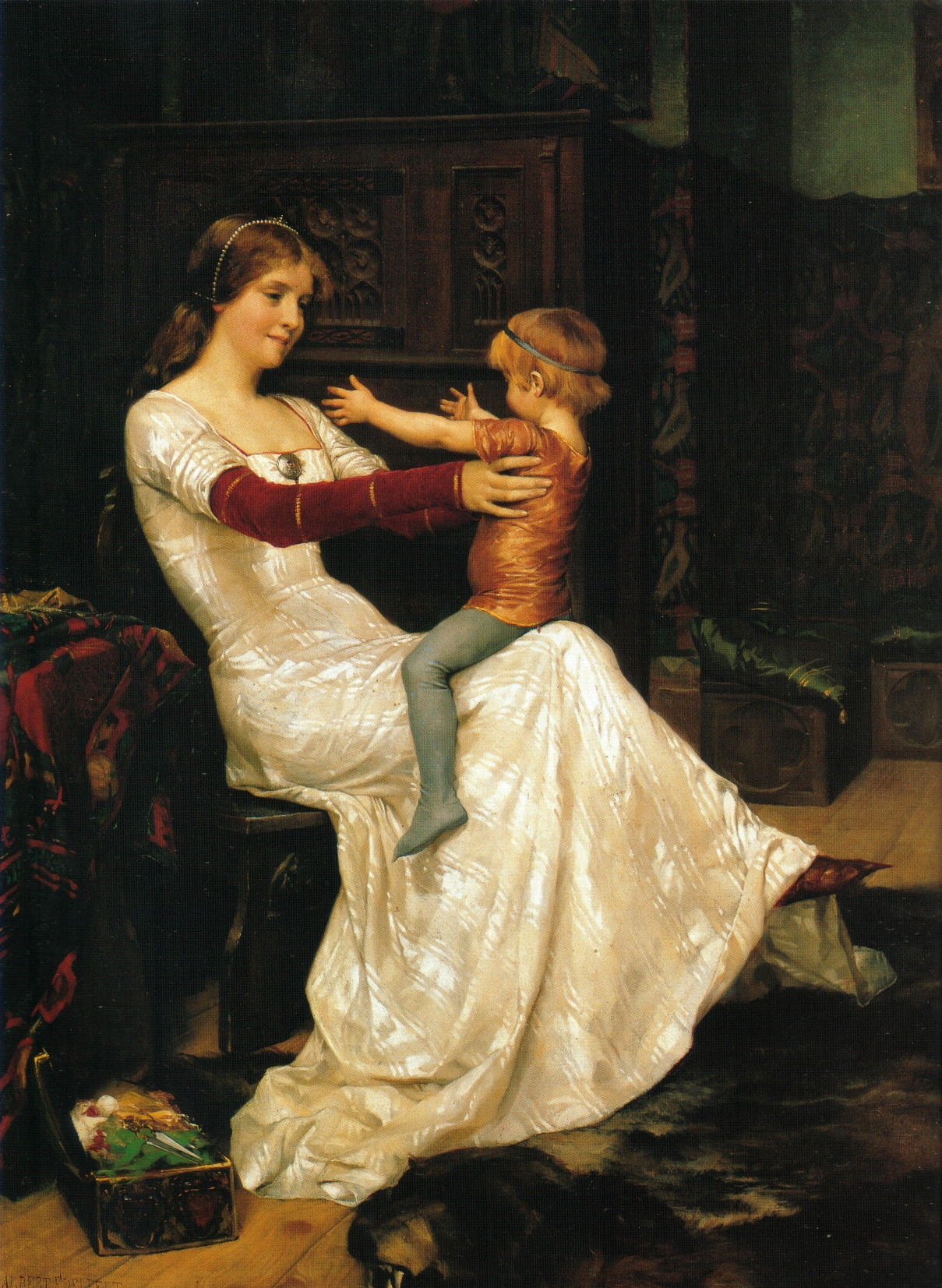
Bianca col figlio Haakon, del pittore finlandese Albert Edelfelt.

Suo fratello, Giovanni II, in quell'anno era morto, nel mese di aprile, ed essendo Giovanni II senza discendenza, gli succedette come Guido II, il fratello, Guido, che fu marchese di Namur per meno di un anno, succeduto, nel mese di marzo del 1336, da Filippo (Filippo III). Sempre la Opera diplomatica et historica, tomus primus di Auberti Miraei, riporta che Filippo III avrebbe voluto raggiungere il cognato, Magnus IV Eriksson, ma che poi preferì recarsi in Terra santa, dove non giunse in quanto decedette a Famagosta nell'isola di Cipro.
A Filippo III succedette il fratello, Guglielmo, di soli tredici anni.
Bianca partecipò alla vita politica del regno e col marito preparò importanti documenti e fu lei a trattare con la Curia, nel 1346 e 1347, la sovvenzione per la fondazione di un convento, che poi divenne il primo convento Ordine del Santissimo Salvatore di Santa Brigida e apparendo spesso nelle manifestazioni pubbliche col marito.
Bianca per la situazione politica in Svezia, dal 1350 preferì vivere in Norvegia; dopo che il figlio primogenito, Erik, era morto nel 1359, Santa Brigida di Svezia accusò Bianca di aver avvelenato il figlio (la storiografia moderna ha stabilito che Bianca è innocente).
Dal 1358, Bianca visse a Tønsberghus, dove per conto del marito governava i feudi di Vestfold e Skienssysla.
Nel mese di aprile del 1363, Bianca fu a Copenaghen col marito Magnus, per il matrimonio del figlio, Haakon; poco tempo dopo si ammalò e morì; non si conoscono le cause della morte né il luogo dove fu sepolta.

## Figli
Bianca a Magnus diede due figli maschi: 
- Erik[17] (1339-1359), re di Svezia
- Haakon[17] (1340-1380), re di Svezia.

## Ascendenza
|                         |                     |                          | Genitori                      |  |  | Nonni |  |  | Bisnonni                  |  |  | Trisnonni           |  |
|                         |                     |                          |                               |  |  |       |  |  | Guglielmo II di Dampierre |  |  | Guy II di Dampierre |  |
|                         |                     |                          |                               |  |  |       |  |  | Guglielmo II di Dampierre |  |  | Guy II di Dampierre |  |
|                         |                     | Matilde I di Borbone     |                               |  |  |       |  |  | Guglielmo II di Dampierre |  |  |                     |  |
| Guido di Dampierre      |                     |                          |                               |  |  |       |  |  | Guglielmo II di Dampierre |  |  |                     |  |
|                         |                     | Margherita II di Fiandra | Baldovino I di Costantinopoli |  |  |       |  |  |                           |  |  |                     |  |
|                         |                     | Margherita II di Fiandra | Baldovino I di Costantinopoli |  |  |       |  |  |                           |  |  |                     |  |
|                         |                     | Margherita II di Fiandra | Maria di Champagne            |  |  |       |  |  |                           |  |  |                     |  |
| Giovanni I di Namur     |                     | Margherita II di Fiandra |                               |  |  |       |  |  |                           |  |  |                     |  |
|                         |                     | Enrico V di Lussemburgo  | Valerano III di Limburgo      |  |  |       |  |  |                           |  |  |                     |  |
|                         |                     | Enrico V di Lussemburgo  | Valerano III di Limburgo      |  |  |       |  |  |                           |  |  |                     |  |
|                         |                     | Enrico V di Lussemburgo  | Ermesinda di Lussemburgo      |  |  |       |  |  |                           |  |  |                     |  |
| Isabella di Lussemburgo |                     | Enrico V di Lussemburgo  |                               |  |  |       |  |  |                           |  |  |                     |  |
|                         |                     | Margherita di Bar        | Enrico II di Bar              |  |  |       |  |  |                           |  |  |                     |  |
|                         |                     | Margherita di Bar        | Enrico II di Bar              |  |  |       |  |  |                           |  |  |                     |  |
|                         |                     | Margherita di Bar        | Filippa di Dreux              |  |  |       |  |  |                           |  |  |                     |  |
| Bianca di Namur         |                     | Margherita di Bar        |                               |  |  |       |  |  |                           |  |  |                     |  |
|                         | Roberto II d'Artois | Roberto I d'Artois       |                               |  |  |       |  |  |                           |  |  |                     |  |
|                         | Roberto II d'Artois | Roberto I d'Artois       |                               |  |  |       |  |  |                           |  |  |                     |  |
|                         | Roberto II d'Artois | Matilde di Brabante      |                               |  |  |       |  |  |                           |  |  |                     |  |
| Filippo d'Artois        | Roberto II d'Artois |                          |                               |  |  |       |  |  |                           |  |  |                     |  |
|                         |                     | Amicie di Courtenay      | Pietro di Courtenay           |  |  |       |  |  |                           |  |  |                     |  |
|                         |                     | Amicie di Courtenay      | Pietro di Courtenay           |  |  |       |  |  |                           |  |  |                     |  |
|                         |                     | Amicie di Courtenay      | Patronilla di Joigny          |  |  |       |  |  |                           |  |  |                     |  |
| Maria d'Artois          |                     | Amicie di Courtenay      |                               |  |  |       |  |  |                           |  |  |                     |  |
|                         |                     | Giovanni II di Bretagna  | Giovanni I di Bretagna        |  |  |       |  |  |                           |  |  |                     |  |
|                         |                     | Giovanni II di Bretagna  | Giovanni I di Bretagna        |  |  |       |  |  |                           |  |  |                     |  |
|                         |                     | Giovanni II di Bretagna  | Bianca di Navarra             |  |  |       |  |  |                           |  |  |                     |  |
| Bianca di Bretagna      |                     | Giovanni II di Bretagna  |                               |  |  |       |  |  |                           |  |  |                     |  |
|                         |                     | Beatrice d'Inghilterra   | Enrico III d'Inghilterra      |  |  |       |  |  |                           |  |  |                     |  |
|                         |                     | Beatrice d'Inghilterra   | Enrico III d'Inghilterra      |  |  |       |  |  |                           |  |  |                     |  |
|                         |                     | Beatrice d'Inghilterra   | Eleonora di Provenza          |  |  |       |  |  |                           |  |  |                     |  |
|                         |                     | Beatrice d'Inghilterra   |                               |  |  |       |  |  |                           |  |  |                     |  |

### Fonti primarie
- (LA)  Foedera, conventiones, literæ et cujuscunque generis acta publica, Volume 2
- (LA)  Íslenzkir annálar; sive Annales islandici
- (LA)  Opera diplomatica et historica, tomus primus
- (LA)  Recueil des historiens des Gaules et de la France. Tome 20.
- (LA, DE)  Quellensammlung der badischen Landesgeschichte, Volume 1
- (LA, FR)  Nécrologe de l'abbaye de Floreffe, de l'ordre de Prémontré, au diocèse de Namur Archiviato il 22 dicembre 2017 in Internet Archive.

### Letteratura storiografica
- (FR)  Histoire du comté de Namur
- (FR)  Histoire généalogique de la maison royale de Dreux (Paris), Luxembourg.
- (FR)  Chronique normande du XIVe siècle.
- (EN)  Queens and Queenship in Medieval Europe